# 陈集镇 (阜宁县)
陈集镇，是中华人民共和国江苏省盐城市阜宁县下辖的一个乡镇级行政单位。

## 行政区划
陈集镇下辖以下地区：
陈集社区、双营村、石狮村、胡庄村、大刘村、姚场村、金星村、闸东村、海口村、官路村、钟左村、韦岳村、瓦许村、旗杆村、郝周村、郭李村、停翅港村、汪朱村和空寺村。